# Audi A2
Az Audi A2 (gyári kódnevén: Typ 8Z) egy egyterű stílusban készült, ötajtós ferde hátú kiskategóriás autó, melyet a német Audi gyártott 1999 novemberétől 2005 augusztusáig. Az 1997-es Frankfurti Autószalonon bemutatott Al2 tanulmányautó alapján gyártott A2 fő különlegessége az volt, hogy alumíniumból készült, ami hatékony üzemanyag-felhasználású motorjaival  különösen alacsony fogyasztásúvá tette.
Mind közül a legalacsonyabb fogyasztású változat a "3L" volt, melybe dízelmotor, automata sebességváltó és start-stop rendszer került. Bár kisebb volt a teljesítménye, mint a többi változatnak és vékonyabb gumiabroncsok kerültek rá, kevesebb, mint 3 liter üzemanyagot fogyasztott el 100 kilométeren, amivel az addig valaha gyártott legtakarékosabb ötajtós európai autó lett. Az A2-k az Audi alumíniummegmunkálásáról ismert, neckarsulmi üzemében készültek, egy direkt erre a célra épített gyártósoron. Az elkészült modellek tömege átlagosan 1000 kilogramm volt. Az utolsó darab 2005 augusztusában készült el.

## Dizájn, tervezés és gyártás
Az A2 tervezésének egyik fő csapásirányát az Audi UK termékmenedzsere a következőképpen foglalta össze, miután 2001-ben az autó elnyert a formatervezési díjat: "A cél egy kis Audi volt, de nem olcsó Audi". A tervezés kezdetén a kreatív csapatnak kiadott útmutató pedig egy rövid, velős útmutatást tartalmazott: "Vigyen el négy embert Stuttgarttól Milánóig egy tank üzemanyaggal."
A kocsi jelentős mennyiségű alumínium és alumíniumötvözet felhasználásával készült, így jóval könnyebb volt, mint a hasonló méretű autók általában, aminek eredményeképpen üzemanyag-fogyasztása is alacsonyabb volt. Bizonyos körülmények között az 1.2 TDI turbódízelmotor alig több, mint 2 liter gázolajat fogyasztott 100 kilométeren. Ez a változat 2003-ban megnyerte a "Nordic Eco Run" elnevezésű üzemanyag-takarékossági versenyt, 2,62 l/100 km-es fogyasztással. Még a hagyományos, benzinmotorral szerelt darabok is képesek voltak mindössze 5 literes fogyasztásra. Az alumínium karosszéria és a takarékosság mellett az A2 arról is híres volt, hogy az 1970-es évekbeli Audi 50 és Audi 100 után ez volt az első Audi modell, melyből nem készült négykerék-meghajtású, "Quattro' változat. Az autó légellenállási együtthatója 0,25 és 0,29 között mozgott, változattól függően.
Az A2 egyedi, önhordó, térvázas alumínium karosszériaszerkezettel készült, a dizájn hivatalos neve "Audi Space Frame" volt. A külső, szintén alumínium karosszériaelemek csak meglehetősen kis strukturális funkcióval rendelkeztek, a különböző erőhatások nagy része a térvázas szerkezeten fejtette ki hatását. A térváz különböző öntvények és sajtolt idomok összehegesztésével állt össze. A technika eredményeként az Audi A2 karosszériája merevebb, tartósabb és könnyebb lett, és a belsőtér kialakításához is nagyobb hely állt a tervezők rendelkezésére, mint a kategória többi autójánál általában.
A kocsi egyik komoly negatívuma az alumínium megmunkálásának díja miatti magas ár volt, mely változattól és felszereltségi szinttől függően a közvetlen rivális Mercedes-Benz A osztály árait is túlszárnyalhatta. A magas gyártási költségekben az előbbieken kívül az is szerepet játszott, hogy a legtöbb alkatrész kimondottan az A2-höz lett tervezve vagy optimalizálva, így kevés olyan kompatibilis elem volt, amit más modellektől át lehetett emelni. "Az Audi A2 nem egy olyan autó, aminek esetében a gyártási költségek megtérülésének aránya túl magas lenne." - írta 2003-ban a német Autobild magazin. Ugyanebben a cikkben az író kiemeli, hogy 2002-ben mindössze 20 ezer A2 talált gazdára Németországban, szemben a Mercedes-Benz által eladott 80 ezer darab A-osztállyal.

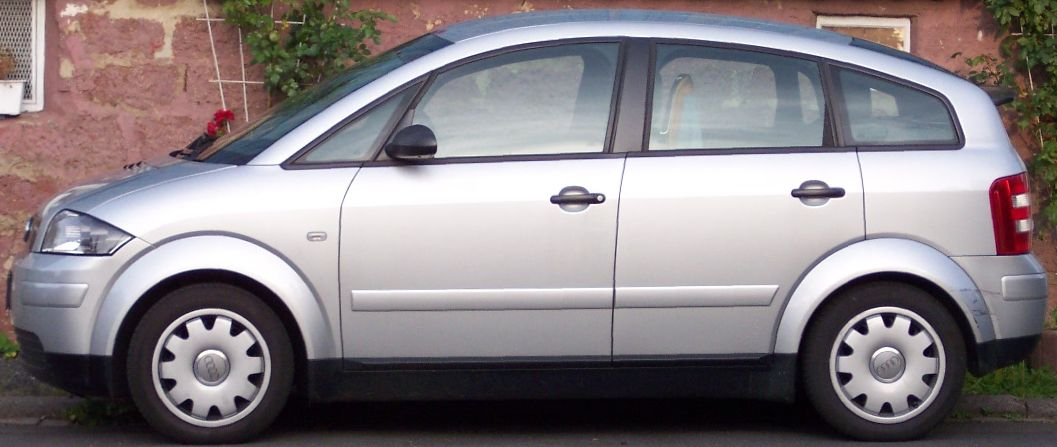
Az Audi A2 oldalnézetből

Az Audi volt az első gyártó, mely alumínium és egyéb ötvözetekből készült, könnyűsúlyú autót próbált meg "tömegtermékké" tenni. A gyár korábban már alkalmazta az Audi Space Frame technológiát az Audi A8 esetében, de luxusautó mivolta miatt jóval kisebb darabszámban. Az A2 külső borítását képező karosszériaelemek együttes súlya olyan kicsi volt, hogy két ember könnyedén megemelhette volna. Az ajtók fölötti oldalpanel súlya például mindössze 2 kg volt, beleértve az A- és D-oszlopokat is. 2002-ben a legalacsonyabb felszereltségű változat súlya mindössze 895 kg volt. A kocsi tehát úttörőnek tekinthető olyan más, jelentős alumíniumfelhasználással készült modellek előtt, mint a második generációs Audi A8, az Audi TT, a Jaguar XJ X350-es generációja, valamint a 2006-os Jaguar XK.
Az autón természetesen maradtak olyan alkatrészek, melyek acélból készültek, ezek közé tartozott a homlokfal, az ablaktörlőkar, a hagyományos változatok felfüggesztésének egyes elemei (a 3L változatoknál általában már ezek is alumíniumötvözetből voltak), a hátsó fékdobok és a kipufogórendszer.

### Belsőtér
Az Audi A2 a kategóriájában szokatlanul tágas belső térrel rendelkezett, amihez egy 390 literes csomagtér is tartozott (a hátsó ülések lehajtása nélkül), mely még az akkori Audi A3-énál is nagyobb volt. Mindez a padlólemez "szendvicsszerű" elrendezésének volt köszönhető, ami azt jelentette, hogy a padlólemez két egymásfölötti rétegből állt, köztük üres térrel, hasonlóképpen, mint például a Renault Espace vagy a Mercedes-Benz A osztály esetében. Az Audi a rétegek közötti teret is hasznosította, oda került például az üzemanyagtartály és a motorelektronika egy része. A hátsó utasok üléspozícióját is kényelmesebbé tette ez a technika, mivel a "szendvicses" elrendezés lehetővé tette a tervezők számára, hogy a hátsó lábteret valamivel lejjebb süllyesszék, így a magasabb utasok számára sem volt kényelmetlen hátul ülni. Ebből a szempontból az A2 közvetlen riválisa, a Mercedes-Benz A osztály fölé nőtt. A jármű jobb súlyelosztása érdekében az akkumulátor is a padlólemez két rétege közé került.

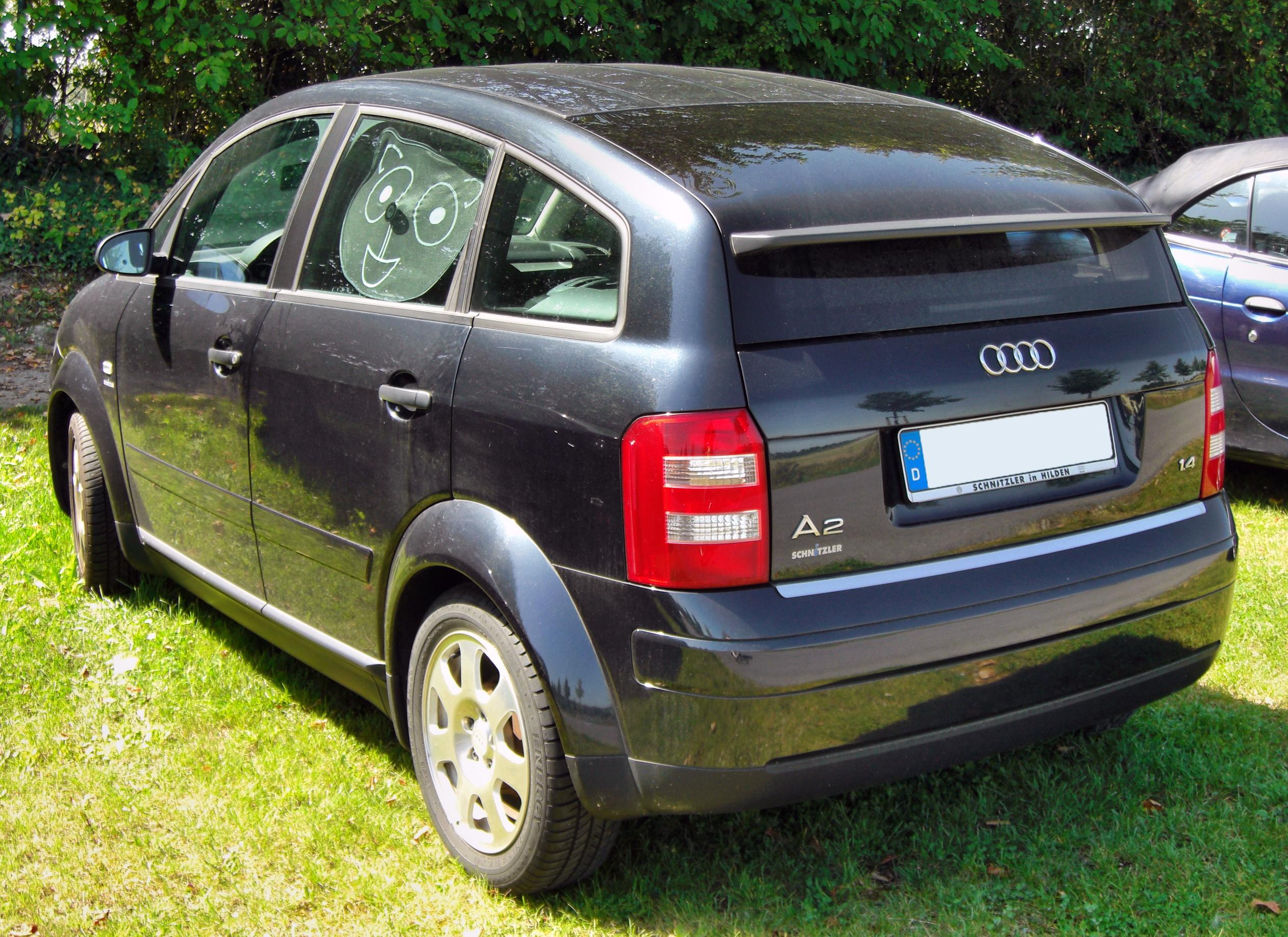
Az A2 egyik nagy előnye a tekintélyes méretű csomagtartó volt

A padlólemez kialakítása több innovatív tárolási megoldást is lehetővé tett, a hátsó lábtérben például volt egy rejtett rekesz. Felszereltségi szinttől függően a navigációs rendszer hardver része és a Bose mélynyomó szintén a padlólap két rétege közé került, a jobb első ülés elé. A variálhatóságot még kényelmesebbé tette, hogy a hátsó ülések lehajtásakor a fejtámlákat nem kellett eltávolítani, a négyszemélyes változat hátsó ülései pedig pillanatok alatt kiszerelhetőek vagy visszarakhatóak voltak. Az Audi emellett az energiagazdaságosságra is gondolt, a kesztyűtartó világítása például csak akkor kapcsolt be nyitott állapotban, ha a fényszórók is fel voltak kapcsolva. Emellett a generátor szabadonfutó szíjtárcsával rendelkezett, hogy csak akkor kerüljön használatra, ha valóban szükség van rá, míg a klímakompresszor automatikusan kikapcsolt, ha a külső hőmérséklet 5 °C alá csökkent.
Az autó belsőtere jóval minőségibb kialakítású volt, mint a legtöbb kiskategóriás autóé. Mind az Egyesült Királyságban, mind Európa kontinentális részén a vásárlók számos anyag közül választhatták ki az általuk kívánt üléskárpitot. Ezek között voltak különböző szövetek, Alcantara, valamint Nappa bőr is. A sportmodellekhez sportülések jártak, elektromosan állítható deréktámasszal és jacquard szatén kárpitozással. Az anyagok mellett a belsőhöz választható színek is változatosak voltak, rendelhető volt piros, kék, bézs, világosszürke, sötétszürke és fekete belsőtér is. Ezek mellett egyedi választási lehetőségek is a vásárló rendelkezésére álltak, mint például rikító sárga, kék vagy piros ülések, kormánykerék, váltógomb, kézifékkar és kartámaszok. 2003-ban vezették be a color.storm modelleket, melyek kifejezetten élénk színekben (pl.: papajasárga) készültek. Az ajtók belsejére és a középkonzol gyakran használt területeire finom tapintású anyagok kerültek, ezek azonban hajlamosak voltak idővel megkopni, különösen igaz ez a klímaberendezés kezelőgombjaira.

### Szerviznyílás
Az A2 egyik legszokatlanabb eleme a "Serviceklappe" volt, mely magyarul szerviznyílást vagy szervizpanelt jelent. A korai modelleken egy fényes, fekete (később matt, majd hűtőrácsszerű) panel volt található a motorháztető lefelé ívelő részén, ahol más autóknál a hűtőrács helyezkedik el. Ez nyitható volt és mögötte voltak megtalálhatók a motorolaj és az ablakmosó folyadék töltési pontjai, valamint a nívópálca, így a motorháztetőt nem kellett gyakran felnyitni.
A motorháztető kialakítása is szokatlan volt, ami miatt többen azt is hitték, hogy egészen egyszerűen nyithatatlan az átlagos tulajdonos számára. "Az A2 egyik eleme talán előrevetíti a jövőt: a nyithatatlan motorháztető." - írta a Car and Driver. Valójában azonban egyszerűen nyitható volt, mindössze két rögzítőelemet kellett elcsavarni és a 8 kg-os motorháztető leemelhetővé vált. A szerviznyílás miatt azonban erre leginkább csak a szervizekben került sor, és nem a tulajdonosok által.

### Vélemény a dizájnról és a fogadtatás

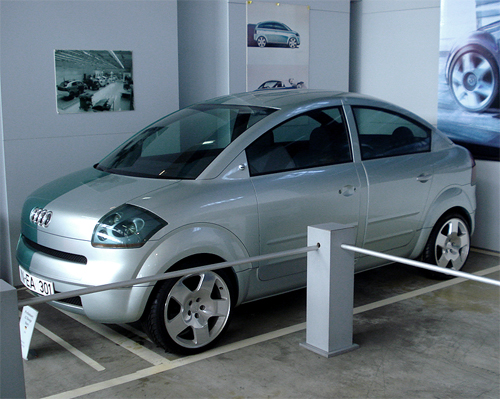
Az Al_{2} tanulmányautó

Sokakat meglepetésként ért az, hogy az Al2 tanulmányautóból mindössze két év alatt valódi modell lett. Az egyedi megoldások mellett az Auditól szokatlan dizájnra is kitértek a szakírók a modell bemutatásakor, mely általában kedvező visszhangot kapott. "A legjobb dolog az A2-vel kapcsolatban, hogy nemcsak egy formatervezési tanulmánynak készült. Igen, valóban jó ránézni, beleülni és megérinteni, de ugyanakkor vezetni is óriási élmény." - foglalta össze pozitív véleményét a brit Autocar című lap.
A formabontó dizájn a potenciális vásárlók körében azonban nem okozott osztatlan sikert, aminek tükrében nem meglepő, hogy az eladások alulmúlták az Audi elvárásait. Mindössze 176 377 darab készült el és talált gazdára, ugyanezen időszak alatt a Mercedes-Benz A osztályból 1 milliót adtak el.

## Modellfrissítés és további modellek
A kocsi nem esett át modellfrissítéseken, így a gyártási évéről leginkább árulkodó alkatrész a szerviznyílás fedele. Kezdetben ez egy fényes fekete panel volt, míg a color.storm modellekre matt műanyag került. A 2004 utáni modelleken ezeket leváltotta egy álhűtőrács. Ez sem jelent azonban biztos módszert, hiszen az alkatrész könnyedén kicserélhető. Ezen kívül csak a fényezések, felnik és az ablaktörlőlapát változott meg a gyártási ciklus során.

### Változások

#### 2000–2001
- 2000 február: bemutatásra kerül a 74 lóerős (55 kW) benzinmotor.[11]
- 2000 szeptember: bemutatják a 74 lóerős (55 kW) dízelmotort.
- 2001 június: Európa kontinentális részén megjelenik az 1,2 literes turbódízel motorral szerelt 3L modell.

#### 2002–2003
- Európai Uniós szabályok miatt a CAN-Bus rendszer használata kötelező lesz az OBD hibakódolvasó egységeknél.
- Az egyszerű ablaktörlőlapátot leváltja a Bosch által gyártott Aerotwin lapát.
- 2002 májusától a dízelmotoros A2-ket elektromos motor előmelegítő egységekkel szerelték.
- Szintén májustól minden nem 3L modellbe 42 literes üzemanyagtank kerül. A 3L-hez az alapfelszereltség részeként 21 literes tank jár, 34 literes is rendelhető hozzá, mellyel ideális körülmények között 1100 km is megtehető.
- 2002 júniusában bemutatták az 1,6 literes FSI motort, melyhez szintén 42 literes üzemanyagtartály járt, valamint egy átalakított hátsó légterelő, hogy az autó nagy sebességnél is stabil maradjon. A S-line (sportosabb kivitel) változatok kivételével a kocsi futóművét puhábbra hangolták, mivel sok vásárló panaszkodott a kemény rugózásra.
- Megjelennek az első color.storm modellek, Milaso vörös, Imola sárga és Sprint kék színekben.
- 2003 szeptemberében megújultak a dízelmotorok, a BHC kódú erőforrások már az Euro 4-es károsanyag-kibocsátási normáknak is megfeleltek.

#### 2003–2004

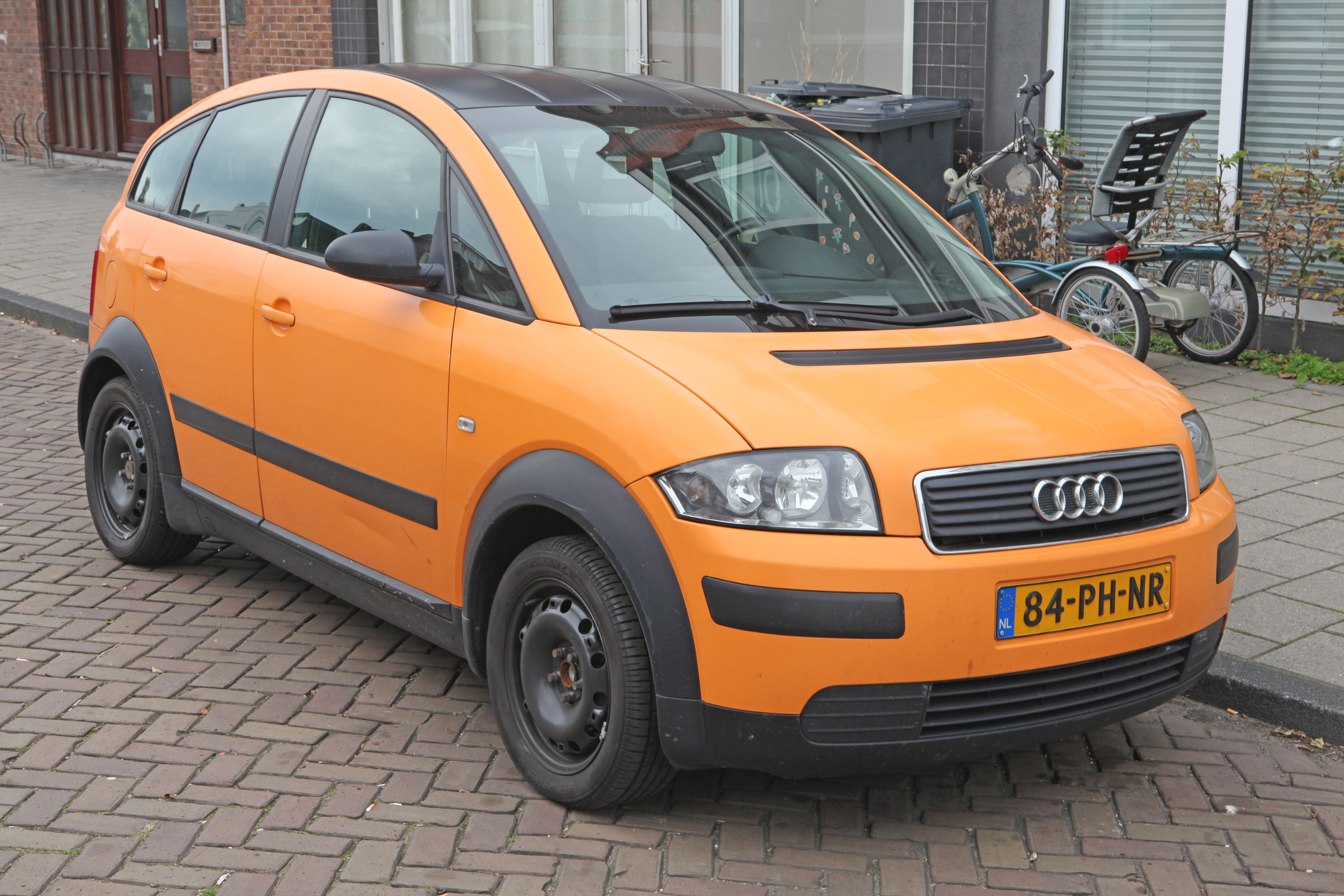
Papaya sárga színű color.storm darab

- További színek jelennek meg a color.storm kínálatában: Papaya sárga és Avus ezüst.
- 2003 szeptembere és októbere: Megjelenik a 89 lóerőes (66 kW) turbódízelmotor. A szerviznyílás fedele egy hűtőrácshoz hasonló műanyag elem lesz. Az új Matrix szövetkárpit leváltja mind a satellite, mind a jacquard szatént, valamint a sárga bőrbelső is kikerül a kínálatból. Megjelenik néhány új belső szín, például az Akoya ezüst és a Mauritius kék. Új felnidizájnok jelennek meg.
- Bekerül a kocsiba az EK60-as ESP/ABS rendszer.
- Az FSI és a 89 lóerős TDI motorok kikerülnek a kínálatból 2004 végére, 2005 elejére.

#### 2005
- Az Egyesült Királyságban megjelenik egy Special Edition nevű modell, CD-lejátszóval és klímával. Ekkor Nagy-Britanniában már nem lehetett a korábbi modelleket kapni.
- Az Audi ekkoriban már minden eladott darabon körülbelül 4000 fontot vesztett, kizárólag a sok extrával rendelt darabok hoztak hasznot. A Volkswagen-Audi csoport vezetősége összeült, hogy megbeszélje, mi legyen az A2 sorsa, Bernd Pischetsrieder végül a gyártás leállítása mellett döntött.[12]

## Különleges változatok
Az Audi gyakornokai az A2-ből készítettek egy pickup változatot a neckarsulmi gyárban, mely az A2 Caddy fantázianevet kapta. A kocsi először 2005 augusztusában került a nyilvánosság elé, a német A2-Club ambergi találkozóján.
2002 végén megjelent az S-line sportváltozat, 17 colos, kilencküllős RS4-stílusú felnikkel, nagy oldaltartású, állítható deréktámaszú sportülésekkel, félbőr üléskárpittal, mely Nappa bőrből és Sprint szövetből állt, bőr kézifék- és váltókar-borítással, háromküllős kormánykerékkel és a szokásosnál 10 mm-rel alacsonyabb felfüggesztéssel. A tetőkárpit, a műszerfal és a szőnyegek feketék, a műszerek számlapjai titánszínűek voltak, a hátsó ajtókra pedig S-line felirat került. A csomagot a vezetőtájékoztató rendszer és vezető- valamint utasoldali megvilágított sminktükör tette teljessé.
Az Egyesült Királyságban 2005 elejétől 2005 júliusáig árultak egy Special Edition nevű változatot, a megszokottnál olcsóbb áron, digitális klímával, valamint CD-lejátszós "Concert II" rádióval. Akkoriban már csak ezt a modellt lehetett kapni a brit piacokon, kizárólag 1,4 literes benzin- vagy turbódízelmotorral. A gyártás és az árusítás befejezése előtt ez a modell még adott egy lökést az A2 brit eladási statisztikáinak.

### Lekker/DBM elektromos változat
2010 októberében a Lekker Energie és a DBM Energy közösen átalakítottak egy A2-t elektromos meghajtásúvá, majd egyetlen feltöltéssel megtettek vele egy 600 km-es utat München és Berlin között. A megérkezés után Németország gazdasági minisztere, Rainer Bruederle világrekordnak nevezte a tesztvezetést. Egyes beszámolók szerint a jármű töltöttsége 18%-on állt, amikor Berlinbe ért és 90 km/h volt az átlagsebessége az úton. A felhasznált "kolibri" akkumulátorok olyan kicsik voltak, hogy nem kellett helyet elvenni miattuk az utastérből vagy a csomagtartóból. "Ez a technológia könnyedén hasznosítható lenne, már akár ma. Az autóiparon múlik, hogy kihasználja-e ezt a lehetőséget." - mondta Mirko Hannemann, a DBM vezetője.

## 1.2 TDI "3L"

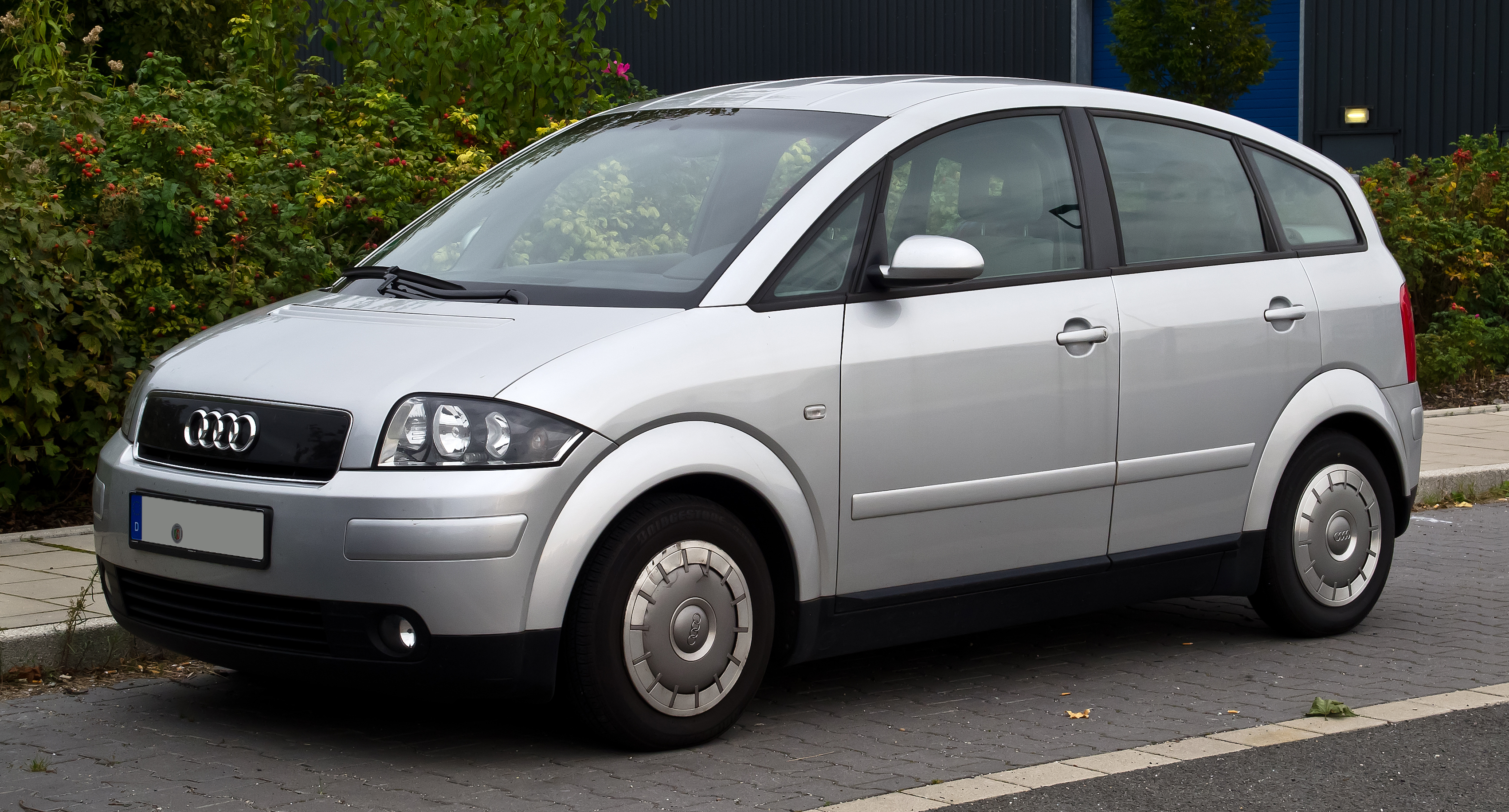
Egy 1.2 TDI modell, a kerékdizájn is az áramvonalasságot szolgálja

Bemutatásakor az 1.2 TDI-nek volt a legalacsonyabb légellenállási együtthatója az egész világon a személyautók között. Ezzel együtt a leggazdaságosabb és legkevésbé szennyező is volt, CO2 kibocsátása 81 g/km (Németországban ez a D4-es környezetvédelmi kategóriának felel meg) és 86 g/km (D3) között mozgott. Az Audi A2 3L-be ugyanaz a motor és egyedi automata sebességváltó került, mint a hasonlóan gazdaságos Volkswagen Lupo 1.2 TDI 3L-be.
Németországban a gyártási időszak alatt két változat volt kapható a 3L-ből. A 100 kilométerenként mindössze 3 litert fogyasztó D4-es környezetvédelmi osztályba tartozó variáns volt az alapváltozat, melyhez nem járt szervokormány vagy klímaberendezés. Az egyetlen rendelhető extrát a színre fújt kilincsek és tükörházak jelentették. Egyéb felszerelések azért nem voltak rendelhetők hozzá, mert azok növelték volna az autó súlyát, csökkentve gazdaságosságát. Ez a darab a gyári teszteken 2,88 l/100 km-es fogyasztást produkált.
A másik változat csupán a D3-as osztályba fért be, de a körülményektől függően ez is képes volt 3 l/100 km-es üzemanyag-fogyasztásra. Ehhez a verzióhoz rendelhető volt klíma, valamint téli vagy általános kényelmi extracsomag. Mindkét csomaghoz járt szervokormány és ködfényszóró.
Mindkét változathoz vékonyabb üvegezés, könnyebb ülések és 14 colos magnézium felnik jártak. A motorblokk szintén könnyűfémből készült, és a teljes motor dízel mivolta ellenére is csak 100 km-ot nyomott.

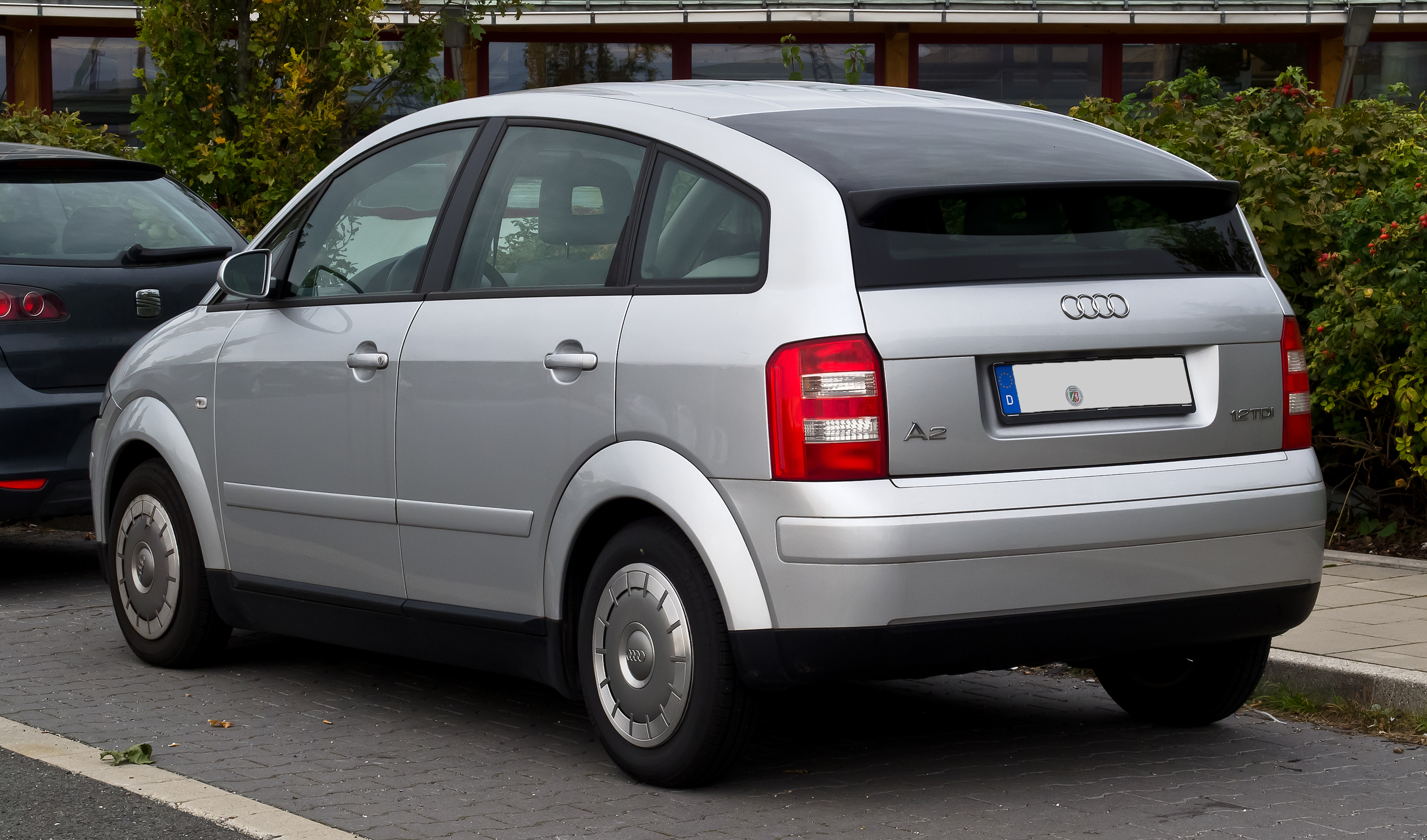
A szélcsatornában tervezett hátsó légterelő

A hátsó légterelő formáját több szélcsatornás teszt során tökéletesítették, a kocsi aljára pedig sík lemezek kerültek, melyek szintén hozzájárultak a mindössze 0,25-ös légellenállási együtthatóhoz. Az autóba Tiptronic automata sebességváltó került, azaz a váltókat előre vagy hátra billentésével kézzel is kapcsolható volt. Emellett az A2 3L kapcsolható ECO-móddal is rendelkezett, mely még gazdaságosabbá tette. Bekapcsolt állapotban ez 41 lóerőben (31 kW) maximalizálta a teljesítményt és a sebességváltót is csak a gazdaságosság szempontjából legmegfelelőbb pillanatban engedte feljebb kapcsolni. Az ECO-mód aktiválásával továbbá bekapcsolt a start-stop rendszer is, mely akkoriban újdonságnak számított az európai autókban. Szintén az ECO-mód sajátossága volt, hogy a gázpedál teljes felengedésével a kuplung azonnal szétkapcsolt, szintén a gazdaságos működés tovább fokozása érdekében, és így is maradt a gáz- vagy a fékpedál újbóli lenyomásáig.
Az A2 3L kerekeit egyenként mindössze négy kerékcsavar tartja, a hátsó dobfékek könnyűfémből készültek, csakúgy, mint a futómű számos más eleme. Egy belső reprezentáció során az Audi bemutatta, hogy a 3L külső váza körülbelül 15 kg-mal könnyebb, mint egy hagyományos A2-é. Hivatalos mérés erről ugyan soha nem született, de többen is állították, hogy a 3L az autópályán gyorsabb, mint a hagyományos A2 modellek, ami főleg a hosszú 5. fokozatnak és a jobb aerodinamikának köszönhető. Összesen 6450 darab ilyen verzió készült.

## Megmaradt darabok napjainkban
Az Audi A2-k egyébként sem nagy száma idővel folyamatosan csökken, melynek egyik oka éppen különleges építésmódjában rejlik. Több országban, például Skóciában a biztosítók meglehetősen kedvezőtlen ajánlatokat adnak az A2 tulajdonosok számára, mivel egyre kevesebb azoknak a szakembereknek a száma, aki alumíniummal kapcsolatos javítási munkákat is vállal. A karosszériajavítás gyakran jár együtt hegesztéssel, ami az alumínium esetében jóval bonyolultabb folyamat, mint az acélnál.
Az előbb felsoroltak miatt az A2 esetében egy olyan sérülés is gazdasági totálkárt jelenthet, mely egy hagyományos autónál még könnyedén javítható lenne. Az Egyesült Királyságban és Németországban több olyan internetes fórum is van, ahol a tulajdonosok egymással osztják meg tapasztalataikat, tanácsaikat a házilagos javításokkal kapcsolatban.
A német A2-Club által kiadott adatok szerint Németországban 2010 novemberében még legalább 70 ezer forgalomban lévő A2 volt, melyek közül kevesebb, mint 5000 volt 1.6 FSI motorral szerelve.

## Technikai adatok
Az Audi A2 a következő motorokkal volt kapható:
| Motor neve                                                                       | Hengerűrtartalom / elrendezés                                                       | Teljesítmény                          | Nyomaték                              | Motorkód                              | Gyorsulás 0–100 km/h                  | Végsebesség                           | Fogyasztás                            | Gyártási évek                         |
| Benzines motorok mindegyik injektoros                                            | Benzines motorok mindegyik injektoros                                               | Benzines motorok mindegyik injektoros | Benzines motorok mindegyik injektoros | Benzines motorok mindegyik injektoros | Benzines motorok mindegyik injektoros | Benzines motorok mindegyik injektoros | Benzines motorok mindegyik injektoros | Benzines motorok mindegyik injektoros |
| -------------------------------------------------------------------------------- | ----------------------------------------------------------------------------------- | ------------------------------------- | ------------------------------------- | ------------------------------------- | ------------------------------------- | ------------------------------------- | ------------------------------------- | ------------------------------------- |
| 1.4 16v                                                                          | 1390 cm³, soros négyhengeres, 16 szelepes, DOHC                                     | 74 LE (55 kW) @ 5000 rpm              | 126 Nm @ 3800 rpm                     | AUA, BBY                              | 12,3 s                                | 173 km/h                              | 6,0 l/100 km                          | 2000/06–2002/04 2002/05–2005/08       |
| 1.6 FSI                                                                          | 1598 cm³, soros négyhengeres, 16 szelepes közvetlen üzemanyag-befecskendezésű (FSI) | 109 LE (81 kW) @ 5800 rpm             | 155 Nm @ 4400 rpm                     | BAD                                   | 9,8 s                                 | 202 km/h                              | 5,9 l/100 km                          | 2002/05–2005/08                       |
| Dízelmotorok mindegyik turbófeltöltős, közvetlen üzemanyag-befecskendezésű (TDI) |                                                                                     |                                       |                                       |                                       |                                       |                                       |                                       |                                       |
| 1.2 TDI aka: 3L                                                                  | 1191 cm³, soros háromhengeres, SOHC                                                 | 60 LE (45 kW) @ 4000 rpm              | 140 Nm @ 1800–2400 rpm                | ANY                                   | 14,9 s                                | 168 km/h                              | 3,0 l/100 km                          | 2001/03–2005/08                       |
| 1.4 TDI                                                                          | 1422 cm³, soros háromhengeres, SOHC                                                 | 74 LE (55 kW) @ 4000 rpm              | 195 Nm @ 2200 rpm                     | AMF, BHC                              | 12,6 s                                | 173 km/h                              | 4,3 l/100 km                          | 2000/06–2003/08 2003/09–2005/08       |
| 1.4 TDI                                                                          | 1422 cm³, soros háromhengeres, SOHC                                                 | 89 LE (66 kW) @ 4000 rpm              | 230 Nm @ 1900–2200 rpm                | ATL                                   | 10,9 s                                | 188 km/h                              | 4,3 l/100 km                          | 2003/11–2005/08                       |

## Tervezett új generáció

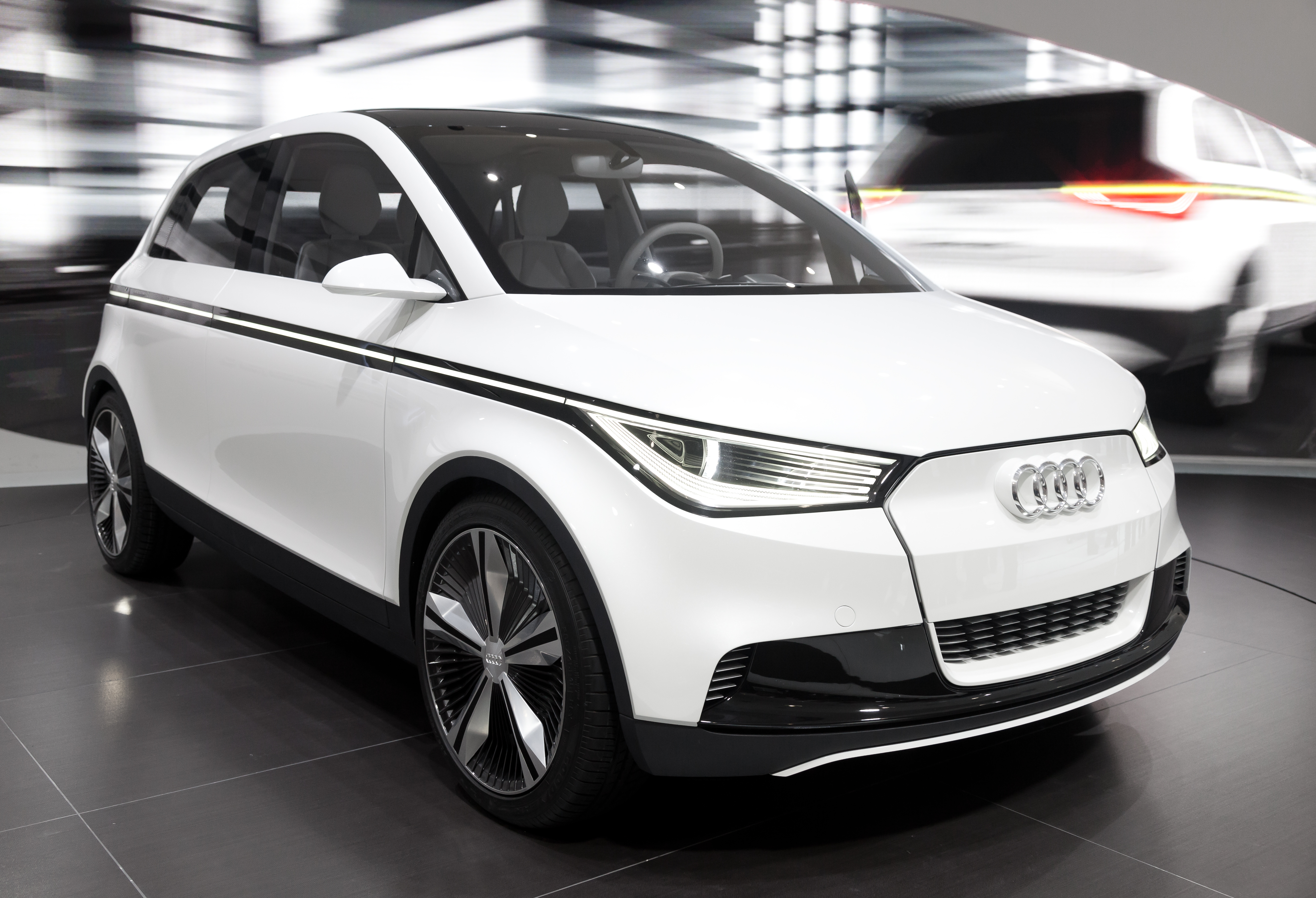
Az elektromos tanulmányautó

A 2011-es Frankfurti Autószalonon az Audi bemutatott egy teljes mértékben elektromos meghajtású tanulmányautót, A2 concept néven. Karosszériája a korábbi A2-höz hasonlóan többnyire alumíniumból készült, de szénszálas megerősítésű polimer elemek is kerültek rá. Súlya 1150 kg volt.
A 31 kWh-s lítiumion-akkumulátor a padlólemez két rétege közé került. Az elektromotor hagyományos módon, a kocsi elejébe került, keresztben beszerelve, az első kerekeket meghajtva egy egyfokozatú sebességváltón keresztül. A járműbe tisztán elektromos, fizikai kapcsolat nélküli sebességváltó, fékrendszer és kormánymű került. Az első- és hátsólámpa is mátrix LED technológiával készült.
2012 júniusában a brit Car Magazine azt írta, hogy értesülései szerint az Audi határozatlan időre félretette az elektromos A2 projektjét, látva az olyan elektromos autók sikertelenségét és aránytalanul magas piaci árát, mint a Nissan Leaf vagy a Mitsubishi i-MiEV.
Később az Audi amerikai leányvállalatának elektromos meghajtásért felelős részlegének vezetője azt mondta, hogy az A2-t a gyár valójában soha nem szánta többnek egy egyszerű bemutatóautónál.

### A tanulmányautó műszaki adatai
| Motor        | Sebességváltó | Teljesítmény          | Nyomaték                | Végsebesség           | Gyorsulás (0–100 km/h) | Akkumulátor-kapacitás és hatótáv | Töltési idő                 | Súly    |
| ------------ | ------------- | --------------------- | ----------------------- | --------------------- | ---------------------- | -------------------------------- | --------------------------- | ------- |
| Elektromotor | Egysebességes | 85 kW (59 kW állandó) | 270 Nm (160 Nm állandó) | 150 km/h-ra limitálva | 9,3 s                  | 31 kWh 200 km                    | 4 óra (240v) 1,5 óra (400v) | 1150 kg |